# Старостина, Фаина Петровна
Фаина Петровна Старостина — советский хозяйственный и государственный деятель, лауреат Государственной премии СССР за выдающиеся достижения в труде.

## Биография
Родилась в 1937 году в Кондрове. Член КПСС.
В 1953—1991 — рабочая цеха, бригадир комплексной бригады цеха товаров широкого потребления Кондровского бумажного комбината.
За большой личный вклад в повышение эффективности использования лесных ресурсов была в составе коллектива удостоен Государственной премии СССР за выдающиеся достижения в труде 1983 года.
Почетный гражданин города Кондрово (1998).
Умерла в 2023 году в Кондрове.

## Награды
- Орден Октябрьской Революции
- Орден Трудового Красного Знамени